# Top Film Distribution Україна
ТОП ФІЛЬМ ДИСТРИБ'ЮШН Україна також Top Film Distribution Ukraine TFD Film Ukraine (в минулому JRC-film/ДжейАрСі-фільм) — українська компанія, яка займається дистрибуцією кінофільмів. JRC-film/ДжейАрСі-фільм була заснована у 2006 році виключно українськими інвесторами і зареєстрована на території України з офісом у Києві. Компанія JRC-film/ДжейАрСі-фільм працювала виключно на території України.

## Про компанію
Першими релізами компанії були фільми: «Ультрафіолет» (2006) в головній ролі з Міллою Йововіч від Sony Screen Gems, «Астерікс і вікінги» (2006), «Інший світ: Еволюція» (2006)  від Sony Screen Gems, «Угода з дияволом» (2006) та Не зарікайся (2006) із Жаном Дюжарденом в головній ролі.
В подальшому було прийняте рішення про експансію на інші території, для чого було проведено ребрендинг компанії JRC-film/ДжейАрСі-фільм в групу компаній "ТОП ФІЛЬМ ДИСТРИБ'ЮШН".
У 2009—2010 роках були засновані компанії: ТОП ФІЛЬМ ДИСТРИБ'ЮШН (ВЕЛИКА БРИТАНІЯ), ТОП ФІЛЬМ ДИСТРИБ'ЮШН (УКРАЇНА), ТОП ФІЛЬМ ДИСТРИБ'ЮШН (Росія), ТОП ФІЛЬМ ДИСТРИБ'ЮШН (КАЗАХСТАН), ТОП ФІЛЬМ ДИСТРИБ'ЮШН (БАЛТІЯ), ТОП ФІЛЬМ ДИСТРИБ'ЮШН (Білорусь).
Кожна з компаній мала права на фільми  виключно на свою територію, окрім ТОП ФІЛЬМ ДИСТРИБ'ЮШН (ВЕЛИКА БРИТАНІЯ). У 2014-2016 році з різних причин були ліквідовані або закриті всі компанії, окрім ТОП ФІЛЬМ ДИСТРИБ'ЮШН (ВЕЛИКА БРИТАНІЯ) та ТОП ФІЛЬМ ДИСТРИБ'ЮШН (УКРАЇНА).

## Після повномасштабного вторгнення
Група компаній ТОП ФІЛЬМ ДИСТРИБ'ЮШН здійснювала закупки фільмів на міжнародних ринках для всіх країн СНД та Балтії до початку російського повномасштабного вторгнення на територію України 24 лютого 2022 року. Після початку війни група компаній ТОП ФІЛЬМ ДИСТРИБ'ЮШН призупинила закупку прав для території Росії та Білорусі.
Компанія ТОП ФІЛЬМ ДИСТРИБ'ЮШН (УКРАЇНА) продовжує свою роботу. Як і раніше, компанія здійснює закупки на міжнародних ринках і володіє правами лише для території України.

## Частка ринку
На 2016 рік компанія не входила у топ 5 кінодистриб'юторів України.
| № | Назва                       | Ринок у 2010       | Ринок у 2011       | Ринок у 2012       | Ринок у 2013         | Ринок у 2014         | Ринок у 2015            | Ринок у 2016            | Ринок у 2017               |
| 1 | B&H Film Distr. Company     | 43.2%              | 51%                | 48.9%              | 49.1%                | 41.4%                | 55.7%                   | 50.4%                   | 52.5%                      |
| 2 | Ukrainian Film Distribution | 20.5%              | 22.1%              | 21.5%              | 14.3%                | 26%                  | 22.8%                   | 23%                     | 21.9%                      |
| 3 | Kinomania                   | 16.6%              | 15.9%              | 9.63%              | 15%                  | 16%                  | 10.9%                   | 16.2%                   | 15.2%                      |
| 4 | MMD UA                      | 2.6%               | 4.68%              | 3.41%              | 7.75%                | 3.59%                | 3.8%                    | 1.8%                    | 1.7%                       |
| 5 | Вольга Україна              | <1 %               | <1 %               | 2.5%               | 3.6%                 | 4.1%                 | 4.3%                    | 2.7%                    | 5.7%                       |
| - | Решта                       | 17.1%              | 6.19%              | 14.1%              | 10.4%                | 8.88%                | 2.6%                    | 5.9%                    | 2.9%                       |
| - | Всього                      | 100                | 100                | 100                | 100                  | 100                  | 100                     | 100                     | 100                        |
| - |                             |                    |                    |                    |                      |                      |                         |                         |                            |
| - | К-сть стрічок у прокаті     | 166                | 242                | 259                | 327                  | 325                  | 292                     | 288                     | 294                        |
| - | К-сть відвідувачів          | 15 млн             | 17,2 млн           | 19,6 млн           | 20.4 млн             | 20,1 млн             | 21,16 млн               | 24,2 млн                | 28,9 млн                   |
| - | Середня ціна квитка         | ₴41                | ₴43                | ₴43                | ₴43                  | ₴47                  | ₴57                     | ₴67                     | ₴77,08                     |
| - | Касові збори                | ₴614 млн ($77 млн) | ₴720 млн ($90 млн) | ₴800 млн ($100 млн | ₴ 820 млн ($106 млн) | ₴943 млн ($80,4 млн) | ₴1.2 млрд. ($54,58 млн) | ₴1.70 млрд. ($63,8 млн) | 2,23 млрд грн. ($85,8 млн) |
| - | К-сть кінотеатрів           | 156                | 164                | 167                | 186                  | 167*                 | 152*                    | 160*                    | 181*                       |
| - | К-сть кіноекранів           | 350                | 370                | 376                | 443                  | 420*                 | 438*                    | 460*                    | 513*                       |
| - | % українського озвучення    | 65.6 %             | 65.2 %             | 65.7 %             | 69.3 %               | 65.5 %               | 84.8 %                  | 88.0 %                  | 87.5 %                     |
| *В зв'язку з окупацією Криму та Сходу України російськими військами, починаючи з 2014 року фактично в Україні функціонувало менше кінотеатрів: Україна втратила 22 кінотеатри де загалом розміщувалося 45 кіноекранів (без окупації у 2014 Україна б мала 189 кінотеатрів де розмішувалося б 465 кіноекранів) |                             |                    |                    |                    |                      |                      |                         |                         |                            |

## Зауваги
1. 1 2 3 4 5 6 7  Дані Media Resources Management (MRM)
2. ↑  У 2017 точні річні дані по касовим зборам було надано лиши 5-ма найбільшими прокатниками України: B&H, UFD, Kinomania, Volga Ukraine та MMD, що загалом випустили в прокат у 2017 році 187 унікальних фільмів (включно з тими що вийшли у прокат ще у 2016 році, але також мали прокат і у 2017). Всього у 2017 в український прокат вийшло 294 стрічки. Для всіх решти було використано дані MRM у ~2,9% ринку у 2017 році[8]
3. ↑  Зверніть увагу, дані по зборам Kinomania для 2010-2016 років є сумою загальних зборів для Kinomania, Синергії та Галеон кіно; починаючи з 2017 Синергія/Галеон де-факто не працюють, оскільки не випустили в український прокат жодного фільму
4. ↑  Частка Вольга України у 2010-2014 роках є приблизною, оскільки відсутні точні дані річних касових зборів цього кінодистиб'ютора за ці роки (у статистиці кіноекспертів "Вольга Україна" тоді входила до "решта дистриб'юторів")
5. ↑  Кількість фільмів кінопрокату, що мали дублювання або багатоголосе озвучення українською